# Апа Шерпа
Лхакпа Тенсинг (на английски: Lhakpa Tenzing; на хинди: आप्पा शेर्पा), известен като Апа Шерпа (Apa Sherpa), често наричан Супер Шерпа, е непалски алпинист, етнически шерп.
Заедно с Пурба Таши Шерпа дълго време държи рекорда за най-голям брой изкачвания на връх Еверест. През 2011 г., като член на експедицията „Еко Еверест“, Апа изкачва Еверест за рекорден 21-ви път. След това се оттегля от алпинизма, след като е обещал на жена си да спре да се катери след 21-вото изкачване.
За пръв път изкачва Еверест през 1990 година, а за последен през 2011 г.
Апа се среща многократно с Едмънд Хилари, изкачват се заедно със сина му Питър Хилари за пръв път на Еверест през 1990 г. Твърди, че е минавал през прочутия ледопад Кхумбу по път за върха поне 1000 пъти и за малко не участва в злополучната експедиция на Роб Хол през 1996 година, при която загиват 8 души.
Запитан за отказването му на 21-вия път Апа отговаря: „Всеки казва, че 21 е добро число. Трябва да направя семейството си щастливо. Всеки път когато отивам там, те се притесняват, защото Еверест е много опасен.“
Рекордът на Апа е подобрен от Ками Рита Шерпа, който изкачва върха за 22-ри път на 16 май 2018 г.

## Ранен живот
Лхакпа Тензинг Шерпа е роден в Тхаме – село в района на Еверест в Непал, близо до китайската граница. Баща му умира когато Апа е само на 12 години и той поема отговорностите за цялото си семейство, което се състои от майка му, две сестри и трима по-малки братя. Напуска училище и започва да печели пари като носач на алпинистки групи. Кариерата му на катерач започва през 1985 година, но първоначално е само носач и готвач за различни групи и не му се позволява да изкачи върха до 1990 година.

## Личен живот
Апа се жени за Йангжин през 1988 година – също жителка на Тхаме и двамата имат двама сина – Тенжинг и Пемба и една дъщеря – Дава. Четвъртото им дете умира през 2004 година. През декември 2006 година семейството се мести да живее в САЩ с помощта на приятеля му Джери Мика, с цел да предоставят по-добро образование и бизнес възможности на децата си. Семейството живее в Дрейпър, Юта.
През 2009 година Апа създава фондацията Апа Шерпа, която има за цел подпомагане на образователното и икономическо състояние на Непал. Когато не е на експедиция Апа работи за Даймънд Молд – компания за метални форми и инструменти от Солт Лейк Сити в Юта, както и за фондацията си.

## Катераческа кариера
Апа достига за пръв път връх Еверест по време на четвъртия си опит на 10 май 1990 година заедно с новозеландска експедиция водена от Роб Хол и Питър Хилари – син на Едмънд Хилари. Така започва и кариерата му на Сирдар – главен шерпа на много експедиции. С изключение на 1996 и 2001 година, Апа изкачва Еверест всяка година между 1990-а и 2001, като всичките пъти без три е през месец май. През 1992 година изкачва върха два пъти.
През май 2010 година споделя, че изкачването на Еверест е станало по-трудно поради топящ се лед и свличащи се камъни. Според него има ясно видими промени по Еверест поради глобалното затопляне.

### Изкачвания на Еверест
Апа е изкачил Еверест рекордните 21 пъти, като освен това е и участвал в много неуспешни опити. Въпреки че дълго време вържи рекорда за най-много изкачвания на Еверест заедно с Пурба Таши Шерпа, рекордът им е подобрен от Ками Рита Шерпа, който на 16 май 2018 година го изкачва за 22-ри път.
| #  | Дата              | Експедиция                                            |
| -- | ----------------- | ----------------------------------------------------- |
| 1  | 10 май, 1990      | Международна                                          |
| 2  | 8 май, 1991       | Sherpa Support/American Lhotse                        |
| 3  | 12 май, 1992      | Нова Зеландия                                         |
| 4  | 7 октомври, 1992  | Еверест международна                                  |
| 5  | 10 май, 1993      | Американска                                           |
| 6  | 10 октомври, 1994 | Еверест международна                                  |
| 7  | 15 май, 1995      | American On Sagarmatha                                |
| 8  | 26 април, 1997    | Индонезийска                                          |
| 9  | 20 май, 1998      | EEE                                                   |
| 10 | 26 май, 1999      | Asian-Trekking                                        |
| 11 | 24 май, 2000      | Everest Environmental Expedition                      |
| 12 | 16 май, 2002      | Swiss Everest 50th Anniversary Expedition 1952 – 2002 |
| 13 | 26 май, 2003      | American Commemorative Expedition                     |
| 14 | 17 май, 2004      | Dream Everest Expedition 2004                         |
| 15 | 31 май, 2005      | Climbing for a cure                                   |
| 16 | 19 май, 2006      | Team No Limit                                         |
| 17 | 16 май, 2007      | Super Sherpas                                         |
| 18 | 22 май, 2008      | The Eco Everest Expedition                            |
| 19 | 21 май, 2009      | The Eco Everest Expedition                            |
| 20 | 22 май, 2010      | The Eco Everest Expedition                            |
| 21 | 11 май, 2011      | The Eco Everest Expedition                            |

### Изкачване през май 2009 година
Апа подобрява собствения си рекорд като изкачва Еверест за 19-и път на 21 май 2009 година. Той е част ескпедицията Eco Everest водена от Бил Бърк, чиято е цел е да обърне внимание на глобалното затопляне. Екипът прекарва половин час на върха разпъвайки банер на който пише „Спрете промяната на климата“. Екипът взима със себе си пет тона отпадъци по време на слизането си, които включват части от разбил се хеликоптер, консервени кутии и катераческа екипировка. По време на същата експедиция близък приятел на Апа – шерпата Лхакпа Нуру попада в лавина и умира на 7 май 2009 година.